# Copa Mundial de Fútbol para Amputados de 2014
La Copa Mundial de Fútbol para Amputados de 2014, también conocido como Mundial de Fútbol para Amputados 2014, fue la 14ª edición del torneo internacional bianual de las selecciones nacionales masculinas de fútbol amputado. Fue organizado por la Federación Mundial de Fútbol Amputado (WAFF), y se lleva a cabo en la ciudad de Culiacán, México, entre 30 de noviembre al 7 de diciembre de 2014. El campeonato anterior tuvo lugar en Kaliningrado, Rusia, en 2012. En esta ocasión la selección de Rusia logró obtener el trofeo, logrando su séptimo título.

## Países Participantes
23 países, entre ellos Uzbekistán como el campeón del mundo, compitieron entre seis grupos. Los dos primeros equipos de la clasificación en cada división se clasificaron para la ronda siguiente. Debido al brote del ébola, Sierra Leona y Liberia salen del torneo.
| Equipos participantes | Equipos participantes | Equipos participantes | Equipos participantes |
| --------------------- | --------------------- | --------------------- | --------------------- |
| Alemania              | Estados Unidos        | Irán                  | Polonia               |
| Angola                | Francia               | Irlanda               | Rusia                 |
| Argentina             | Georgia               | Italia                | Turquía               |
| Brasil                | Ghana                 | Japón                 | Ucrania               |
| Colombia              | Haití                 | Kenia                 | Uzbekistán            |
| El Salvador           | Inglaterra            | México                |                       |

## Resultados

### Grupo A
| Equipo     | Pts | PJ | PG | PE | PP | GF | GC | Dif |
| ---------- | --- | -- | -- | -- | -- | -- | -- | --- |
| Uzbekistán | 9   | 3  | 3  | 0  | 0  | 19 | 1  | 18  |
| Brasil     | 6   | 3  | 2  | 0  | 1  | 4  | 3  | 1   |
| Ucrania    | 3   | 3  | 1  | 0  | 2  | 2  | 12 | -10 |
| Irlanda    | 0   | 3  | 0  | 0  | 3  | 1  | 10 | -9  |

|  | Uzbekistán | 10:0 | Ucrania |  |  |

|  | Brasil | 2:0 | Irlanda |  |  |

|  | Uzbekistán | 6:1 | Irlanda |  |  |

|  | Ucrania | 0:2 | Brasil |  |  |

|  | Brasil | 0:3 | Uzbekistán |  |  |

|  | Irlanda | 0:2 | Ucrania |  |  |

### Grupo B
| Equipo  | Pts | PJ | PG | PE | PP | GF | GC | Dif |
| ------- | --- | -- | -- | -- | -- | -- | -- | --- |
| Italia  | 6   | 3  | 2  | 0  | 1  | 5  | 1  | 4   |
| Polonia | 6   | 3  | 2  | 0  | 1  | 6  | 3  | 3   |
| México  | 6   | 3  | 2  | 0  | 1  | 6  | 4  | 2   |
| Georgia | 0   | 3  | 0  | 0  | 3  | 0  | 9  | -9  |

|  | México | 0:2 | Italia |  |  |

|  | Georgia | 0:3 | Polonia |  |  |

|  | México | 3:0 | Georgia |  |  |

|  | Italia | 0:1 | Polonia |  |  |

|  | México | 3:2 | Polonia |  |  |

|  | Georgia | 0:3 | Italia |  |  |

### Grupo C
| Equipo   | Pts | PJ | PG | PE | PP | GF | GC | Dif |
| -------- | --- | -- | -- | -- | -- | -- | -- | --- |
| Rusia    | 9   | 3  | 3  | 0  | 0  | 17 | 2  | -15 |
| Haití    | 6   | 3  | 2  | 0  | 1  | 5  | 6  | -1  |
| Alemania | 3   | 3  | 1  | 0  | 2  | 3  | 11 | -8  |
| Kenia    | 0   | 3  | 0  | 0  | 3  | 3  | 9  | -6  |

|  | Rusia | 4:1 | Kenia |  |  |

|  | Haití | 2:0 | Alemania |  |  |

|  | Rusia | 7:0 | Alemania |  |  |

|  | Kenia | 0:2 | Haití |  |  |

|  | Haití | 1:6 | Rusia |  |  |

|  | Kenia | 2:3 | Alemania |  |  |

### Grupo D
| Equipo      | Pts | PJ | PG | PE | PP | GF | GC | Dif |
| ----------- | --- | -- | -- | -- | -- | -- | -- | --- |
| Argentina   | 6   | 3  | 3  | 0  | 0  | 8  | 0  | 8   |
| El Salvador | 6   | 3  | 2  | 0  | 1  | 11 | 7  | 4   |
| Francia     | 6   | 3  | 1  | 0  | 2  | 3  | 8  | -5  |
| Colombia    | 0   | 3  | 0  | 0  | 3  | 4  | 11 | -7  |

|  | Argentina | 3:0 | El Salvador |  |  |

|  | Francia | 2:1 | Colombia |  |  |

|  | El Salvador | 5:1 | Francia |  |  |

|  | Argentina | 3:0 | Colombia |  |  |

|  | Francia | 2:0 | Argentina |  |  |

|  | Colombia | 3:6 | El Salvador |  |  |

### Grupo E
| Equipo         | Pts | PJ | PG | PE | PP | GF | GC | Dif |
| -------------- | --- | -- | -- | -- | -- | -- | -- | --- |
| Japón          | 9   | 3  | 3  | 0  | 0  | 7  | 0  | 7   |
| Turquía        | 6   | 3  | 2  | 0  | 1  | 5  | 3  | 2   |
| Estados Unidos | 3   | 3  | 1  | 0  | 2  | 3  | 4  | -1  |
| Irán           | 0   | 3  | 0  | 0  | 3  | 0  | 9  | -9  |

|  | Japón | 1:0 | Estados Unidos |  |  |

|  | Turquía | 3:0 | Irán |  |  |

|  | Japón | 3:0 | Turquía |  |  |

|  | Irán | 0:3 | Estados Unidos |  |  |

|  | Turquía | 2:0 | Estados Unidos |  |  |

|  | Irán | 0:3 | Japón |  |  |

### Grupo F
| Equipo     | Pts | PJ | PG | PE | PP | GF | GC | Dif |
| ---------- | --- | -- | -- | -- | -- | -- | -- | --- |
| Inglaterra | 6   | 2  | 2  | 0  | 0  | 6  | 1  | 5   |
| Angola     | 3   | 2  | 1  | 0  | 1  | 4  | 3  | 1   |
| Ghana      | 0   | 2  | 0  | 0  | 2  | 0  | 6  | -6  |

|  | Inglaterra | 3:1 | Angola |  |  |

|  | Angola | 3:0 | Ghana |  |  |

|  | Inglaterra | 3:0 | Ghana |  |  |

### Mejor Tercero
| Equipo         | Gr | Pts | PJ | PG | PE | PP | GF | GC | Dif |
| -------------- | -- | --- | -- | -- | -- | -- | -- | -- | --- |
| México         | B  | 6   | 3  | 2  | 0  | 1  | 6  | 4  | 2   |
| Estados Unidos | E  | 3   | 3  | 1  | 0  | 2  | 3  | 4  | -1  |
| Francia        | D  | 3   | 3  | 1  | 0  | 2  | 3  | 8  | -5  |
| Alemania       | C  | 3   | 3  | 1  | 0  | 2  | 3  | 11 | -8  |
| Ucrania        | A  | 3   | 3  | 1  | 0  | 2  | 2  | 12 | -10 |
| Ghana          | F  | 0   | 2  | 0  | 0  | 2  | 0  | 6  | -6  |

## Segunda fase
|  | Octavos de final          | Octavos de final | Octavos de final     |           |                       | Cuartos de final | Cuartos de final | Cuartos de final |  |                    | Semifinales | Semifinales | Semifinales |  |                  | Final | Final | Final |  |
|  |                           |                  |                      |           |                       |                  |                  |                  |  |                    |             |             |             |  |                  |       |       |       |  |
|  |                           |                  |                      |           |                       |                  |                  |                  |  |                    |             |             |             |  |                  |       |       |       |  |
|  | Bandera de Italia         | Italia           | 1 (3)                |           |                       |                  |                  |                  |  |                    |             |             |             |  |                  |       |       |       |  |
|  | Bandera de Italia         | Italia           | 1 (3)                |           |                       |                  |                  |                  |  |                    |             |             |             |  |                  |       |       |       |  |
|  | Bandera de Haití          | Haití            | 1 (4)                |           |                       |                  |                  |                  |  |                    |             |             |             |  |                  |       |       |       |  |
|  | Bandera de Haití          | Haití            | 1 (4)                |           | Bandera de Haití      | Haití            | 0                |                  |  |                    |             |             |             |  |                  |       |       |       |  |
|  |                           |                  |                      |           | Bandera de Haití      | Haití            | 0                |                  |  |                    |             |             |             |  |                  |       |       |       |  |
|  |                           |                  | Bandera de Turquía   | Turquía   | 3                     |                  |                  |                  |  |                    |             |             |             |  |                  |       |       |       |  |
|  | Bandera de Inglaterra     | Inglaterra       | Bandera de Turquía   | Turquía   | 3                     | 0                |                  |                  |  |                    |             |             |             |  |                  |       |       |       |  |
|  | Bandera de Inglaterra     | Inglaterra       |                      |           |                       |                  |                  |                  |  |                    |             |             |             |  |                  |       |       |       |  |
|  | Bandera de Turquía        | Turquía          | 1                    |           |                       |                  |                  |                  |  |                    |             |             |             |  |                  |       |       |       |  |
|  | Bandera de Turquía        | Turquía          | 1                    |           |                       |                  |                  |                  |  | Bandera de Rusia   | Rusia       | 1           |             |  |                  |       |       |       |  |
|  |                           |                  |                      |           |                       |                  |                  |                  |  | Bandera de Rusia   | Rusia       | 1           |             |  |                  |       |       |       |  |
|  |                           |                  | Bandera de Turquía   | Turquía   | 0                     |                  |                  |                  |  |                    |             |             |             |  |                  |       |       |       |  |
|  | Bandera de Rusia          | Rusia            | Bandera de Turquía   | Turquía   | 0                     | 10               |                  |                  |  |                    |             |             |             |  |                  |       |       |       |  |
|  | Bandera de Rusia          | Rusia            |                      |           |                       |                  |                  |                  |  |                    |             |             |             |  |                  |       |       |       |  |
|  | Bandera de El Salvador    | El Salvador      | 1                    |           |                       |                  |                  |                  |  |                    |             |             |             |  |                  |       |       |       |  |
|  | Bandera de El Salvador    | El Salvador      | 1                    |           | Bandera de Rusia      | Rusia            | 4                |                  |  |                    |             |             |             |  |                  |       |       |       |  |
|  |                           |                  |                      |           | Bandera de Rusia      | Rusia            | 4                |                  |  |                    |             |             |             |  |                  |       |       |       |  |
|  |                           |                  | Bandera de Brasil    | Brasil    | 0                     |                  |                  |                  |  |                    |             |             |             |  |                  |       |       |       |  |
|  | Bandera de Brasil         | Brasil           | Bandera de Brasil    | Brasil    | 0                     | 10               |                  |                  |  |                    |             |             |             |  |                  |       |       |       |  |
|  | Bandera de Brasil         | Brasil           |                      |           |                       |                  |                  |                  |  |                    |             |             |             |  |                  |       |       |       |  |
|  | Bandera de Alemania       | Alemania         | 0                    |           |                       |                  |                  |                  |  |                    |             |             |             |  |                  |       |       |       |  |
|  | Bandera de Alemania       | Alemania         | 0                    |           |                       |                  |                  |                  |  |                    |             |             |             |  | Bandera de Rusia | Rusia | 3     |       |  |
|  |                           |                  |                      |           |                       |                  |                  |                  |  |                    |             |             |             |  | Bandera de Rusia | Rusia | 3     |       |  |
|  |                           |                  | Bandera de Angola    | Angola    | 1                     |                  |                  |                  |  |                    |             |             |             |  |                  |       |       |       |  |
|  | Bandera de Polonia        | Polonia          | Bandera de Angola    | Angola    | 1                     | 3                |                  |                  |  |                    |             |             |             |  |                  |       |       |       |  |
|  | Bandera de Polonia        | Polonia          |                      |           |                       |                  |                  |                  |  |                    |             |             |             |  |                  |       |       |       |  |
|  | Bandera de Estados Unidos | Estados Unidos   | 1                    |           |                       |                  |                  |                  |  |                    |             |             |             |  |                  |       |       |       |  |
|  | Bandera de Estados Unidos | Estados Unidos   | 1                    |           | Bandera de Polonia    | Polonia          | 2                |                  |  |                    |             |             |             |  |                  |       |       |       |  |
|  |                           |                  |                      |           | Bandera de Polonia    | Polonia          | 2                |                  |  |                    |             |             |             |  |                  |       |       |       |  |
|  |                           |                  | Bandera de Argentina | Argentina | 1                     |                  |                  |                  |  |                    |             |             |             |  |                  |       |       |       |  |
|  | Bandera de Argentina      | Argentina        | Bandera de Argentina | Argentina | 1                     | 3                |                  |                  |  |                    |             |             |             |  |                  |       |       |       |  |
|  | Bandera de Argentina      | Argentina        |                      |           |                       |                  |                  |                  |  |                    |             |             |             |  |                  |       |       |       |  |
|  | Bandera de México         | México           | 0                    |           |                       |                  |                  |                  |  |                    |             |             |             |  |                  |       |       |       |  |
|  | Bandera de México         | México           | 0                    |           |                       |                  |                  |                  |  | Bandera de Polonia | Polonia     | 0           |             |  |                  |       |       |       |  |
|  |                           |                  |                      |           |                       |                  |                  |                  |  | Bandera de Polonia | Polonia     | 0           |             |  |                  |       |       |       |  |
|  |                           |                  | Bandera de Angola    | Angola    | 1                     |                  |                  |                  |  |                    |             |             |             |  |                  |       |       |       |  |
|  | Bandera de Uzbekistán     | Uzbekistán       | Bandera de Angola    | Angola    | 1                     | 3                |                  |                  |  |                    |             |             |             |  |                  |       |       |       |  |
|  | Bandera de Uzbekistán     | Uzbekistán       |                      |           |                       |                  |                  |                  |  |                    |             |             |             |  |                  |       |       |       |  |
|  | Bandera de Francia        | Francia          | 0                    |           |                       |                  |                  |                  |  |                    |             |             |             |  |                  |       |       |       |  |
|  | Bandera de Francia        | Francia          | 0                    |           | Bandera de Uzbekistán | Uzbekistán       | 0                |                  |  |                    |             |             |             |  |                  |       |       |       |  |
|  |                           |                  |                      |           | Bandera de Uzbekistán | Uzbekistán       | 0                |                  |  |                    |             |             |             |  |                  |       |       |       |  |
|  |                           |                  | Bandera de Angola    | Angola    | 1                     |                  |                  |                  |  |                    |             |             |             |  |                  |       |       |       |  |
|  | Bandera de Japón          | Japón            | Bandera de Angola    | Angola    | 1                     | 0                |                  |                  |  |                    |             |             |             |  |                  |       |       |       |  |
|  | Bandera de Japón          | Japón            |                      |           |                       |                  |                  |                  |  |                    |             |             |             |  |                  |       |       |       |  |
|  | Bandera de Angola         | Angola           | 1                    |           |                       |                  |                  |                  |  |                    |             |             |             |  |                  |       |       |       |  |
|  | Bandera de Angola         | Angola           | 1                    |           |                       |                  |                  |                  |  |                    |             |             |             |  |                  |       |       |       |  |
|  |                           |                  |                      |           |                       |                  |                  |                  |  |                    |             |             |             |  |                  |       |       |       |  |

### Tercer Puesto
|  | Turquía | 1:0 | Polonia |  |  |

| Bandera de Rusia |
| Campeón Rusia    |
| Séptimo título   |

## Copa Culiacán
Esta competición formó parte del mundial y tuvieron 4 equipos participantes Irlanda, Colombia, Kenia y Ucrania. Estos feron los resultados.
| Equipo   | Pts | PJ | PG | PE | PP | GF | GC | Dif |
| -------- | --- | -- | -- | -- | -- | -- | -- | --- |
| Ucrania  | 7   | 3  | 2  | 1  | 0  | 4  | 0  | 4   |
| Irlanda  | 4   | 3  | 1  | 1  | 1  | 5  | 6  | -1  |
| Kenia    | 3   | 3  | 1  | 0  | 2  | 5  | 5  | 0   |
| Colombia | 2   | 3  | 0  | 2  | 1  | 1  | 4  | -3  |

|  | Irlanda | 4:2 | Kenia |  |  |

|  | Ucrania | 0:0 | Colombia |  |  |

|  | Kenia | 0:1 | Ucrania |  |  |

|  | Irlanda | 1:1 | Colombia |  |  |

|  | Irlanda | 0:3 | Ucrania |  |  |

|  | Kenia | 3:0 | Colombia |  |  |

## Estadísticas
| Rank | Team           |
| ---- | -------------- |
| 1    | Rusia          |
| 2    | Angola         |
| 3    | Turquía        |
| 4    | Polonia        |
| 5    | Argentina      |
| 6    | Uzbekistán     |
| 7    | Haití          |
| 8    | Brasil         |
| 9    | Italia         |
| 10   | Inglaterra     |
| 11   | Japón          |
| 12   | Estados Unidos |
| 13   | México         |
| 14   | Francia        |
| 15   | El Salvador    |
| 16   | Alemania       |
| 17   | Ucrania        |
| 18   | Georgia        |
| 18   | Irán           |
| 20   | Irlanda        |
| 21   | Kenia          |
| 22   | Colombia       |
| 23   | Ghana          |